# Dois Córregos
Dois Córregos este un oraș în São Paulo (SP), Brazilia.